# Portale dello scalone di Palazzo della Loggia
Il portale dello scalone di palazzo della Loggia è un complesso scultoreo in marmo e pietra di Gasparo Cairano, databile al 1503-1505 circa e conservato in loco in facciata all'edificio che ospita lo scalone del principale palazzo pubblico di Brescia.

## Storia
Il corpo dello scalone della Loggia ospita al piano superiore la sala dei Giureconsulti, sebbene sia quest'ultima che lo stesso portale su strada siano assenti dalla documentazione dell'epoca. L'edificio è comunque contemporaneo alla Loggia e aveva la funzione di raggiungere il piano superiore del palazzo pubblico, attraverso un cavalcavia sul vicolo collocato tra i due corpi di fabbrica. Ciò avveniva prima che, all'inizio del XX secolo, fosse costruito il nuovo scalone monumentale all'interno. La targa marmorea con la data "MDVIII" (1508) infissa sul fronte del cavalcavia verso la piazza, tuttavia, indica verosimilmente l'anno di completamento del cantiere, la cui apertura è stimata circa cinque anni prima.
Tra il 1503 e il 1508 circa, pertanto, sono da collocare anche gli ornamenti marmorei dell'edificio, tra cui il portale. Esso rimane in loco nei secoli successivi, conoscendo solo un parziale degrado dovuto all'esposizione alle intemperie, ed è ancora oggi conservato nella collocazione originale.

## Descrizione e stile
L'edificio dello scalone riprende, in generale, gli stilemi rigorosi e monumentali dell'adiacente palazzo pubblico, ricalcandone le paraste giganti angolari e il fregio in marmo nero con la successione di protomi virili e leonine. Il portale, invece, è improntato su un classicismo più eccentrico e lezioso, tuttavia molto colto, sia come concezione generale, sia come soggetti raffigurati: l'ordine architettonico che inquadra il portale è sostituito da elementi scultorei particolarmente elaborati e pregiati, il cui soggetto è di pura invenzione, mentre l'intero complesso scultoreo appare come una sorta di finto assemblaggio di reperti antichi. Le due basi presentano un motivo a delfini intersecati, mentre i due capitelli ospitano rilievi molto aggettanti con festoni vegetali, teste grottesche e, al centro, un'aquila nel capitello di sinistra e due Pegasi rampanti in quello di destra, rinunciando in questo modo anche alla simmetria.
Questi motivi antiquari rinascimentali si trovano anche negli ornamenti della Loggia, tuttavia questo preciso abbinamento si riscontra perlomeno sul fregio del palazzo veneziano di Andrea Loredan, opera di Andrea Lombardo conclusa molto probabilmente entro il 1507. Il deliberato abbandono dell'ordine architettonico per l'inserimento di uno pseudocapitello, potrebbe avere come riferimento un capitello di lesena proveniente dal tempio di Marte Ultore a Roma, oggi conservato ai Mercati Traianei, già noto all'epoca grazie a un disegno di Baldassarre Peruzzi. Il resto dell'ornamentazione del portale segue invece un'impostazione più classica, con un fregio recante putti, frutti, uccelli e altre creature entro girali, il tutto nuovamente molto rilevato, coronato da frontone triangolare. I due pennacchi contengono invece due profili di Cesari, mentre un busto a tutto tondo è nel timpano superiore.
L'autore delle parti scultoree è stato riconosciuto da Vito Zani, nel 2010, in Gasparo Cairano. In particolare, lo studioso rileva le affinità tra i due profili di Cesari e le figure sul portale del duomo di Salò, sia nelle fisionomie, sia nel particolare utilizzo del trapano, che viene identicamente utilizzato per esaltare la conformazione volumetrica. Anche lo stile decorativo diventa più dilatato e dinamico, qui come a Salò, con ricadute sull'esecuzione degli pseudocapitelli e del fregio. In generale, si nota come tutte le parti in rilievo siano ottenute operando con un profondo incavo del blocco, incrementando la resa dei chiaro-scuri. Il critico riconosce invece l'assenza di paternità del Cairano nella concezione del complesso scultoreo, in tal senso estraneo al suo stile, come evidenzia soprattutto il confronto con il portale di Salò, del quale Gasparo fu probabilmente progettista, e con il portale del duomo di Chiari.
Altro dettaglio particolarmente riuscito del portale è il busto a tutto tondo nel timpano triangolare superiore, che lo Zani identifica come uno dei più pregiati pezzi della carriera dello scultore, un ritorno molto felice al tema dei monumentali Cesari scolpiti alcuni anni prima per i fronti della Loggia. Il busto, in questo senso, rappresenta il più alto risultato di Gasparo Cairano nella ricerca dell'espressione naturalistica delle figure umane e del loro sguardo. Questo potrebbe non essere un caso, infatti nessuna effigie antica è identificabile come riferimento di questo busto, il cui soggetto potrebbe essere un personaggio reale, probabilmente un'autorità veneziana.